# Jean-Baptiste Blanchard
Jean-Baptiste Blanchard, nato Jean-Baptiste Duchesne (Tourteron, 12 ottobre 1731 – Tourteron, 15 giugno 1797), è stato un religioso e pedagogo francese.

## Biografia
Nel 1746 entrò nella Compagnia di Gesù e successivamente fu professore a Metz, a Verdun e a Pont-à-Mousson. All'epoca della soppressione della Compagnia adottò lo pseudonimo di Abbé Blanchard, con cui furono pubblicate le sue opere. Tuttavia, aveva abbandonato i gesuiti prima della loro soppressione, nel 1762, e si era trasferito in Belgio, dove visse per sette anni presso Namur, occupandosi di questioni pedagogiche. 
I Préceptes, editi postumi, sono la sua opera più nota. In essa Blanchard adatta all'educazione cristiana i principi dell'Émile di Jean-Jacques Rousseau. L'opera non brilla per originalità, tuttavia vi si trovano osservazioni utili e critiche alle idee di Rousseau. Il libro si divide in tre parti: educazione fisica, educazione morale ed educazione delle ragazze. Grande importanza è attribuita all'educazione fisica, alla salute, all'igiene di tutto l'organismo e in particolare degli organi di senso. Vi sono danno regole utili per la formazione di intelletto, sentimenti e volontà. Si insiste sulla corretta pronuncia e sulla lettura. Blanchard rifiuta l'educazione negativa sostenuta da Rousseau. Sarebbe molto dannoso attendere che la ragione si sviluppi perché un ragazzo la eserciti;  al contrario, la ragione dev'essere sviluppata con un esercizio apposito sotto una guida appropriata. Per partire per un lungo viaggio, osserva Blanchard, il viaggiatore non aspetta che il sole sia alto, ma approfitta piuttosto dei primi raggi del sole; così dev'essere per l'educazione di un bambino. Per quanto riguarda l'educazione delle ragazze, la concezione di Blanchard appare molto restrittiva. In essa la donna è fatta per la dipendenza, la sua istruzione dev'essere limitata a poche nozioni elementari; i principi di Fénelon e l'Avis d'une mére à sa fille di Madame de Lambert, debbono costituire la base della sua educazione morale.
In Irlanda i suoi insegnamenti furono condannati dal sinodo nazionale di Tullow del 1809.

## Opere
- "L'Ecole des moers" (Namur e Paris, 1775, 2 voll.)
- "Le temple des Muses fabulistes" (Liège, 1776, 2 voll.)
- "Préceptes pour l'éducation des deux sexes à l'usage des families chrétiennes" (Lyon, 1803, 2 voll.) (postumo)